# Sékerek
A sékerek (angol: Shakers) a protestáns kvékerek egyik ágának tagjai voltak, akik a  18. században „Krisztus második megjelenésében hívők egyesült társasága” (United Society of Believers in Christ's Second Appearing) néven jöttek létre. A millenarista, resztoránus szekta 1747-ben Angliában alakult, majd az 1780-as években az Egyesült Államokban szerveződött meg.

## Jellemzők
Kezdetben „rázkódó kvékerek” néven ismerték őket, az istentiszteletek során tanúsított eksztatikus vallási táncaik miatt.
A négy fő erényük: 
- a szűzi tisztaság vagy absztinencia;
- a keresztény kommunizmus;
- a bűnök megvallása, amely nélkül senki sem válhatott hívővé;
- és a világtól való elszakadás.

Így egyszerű életvitelükről is ismertek voltak. Szigorú szexuális önmegtartóztatásban éltek és ha gyermeket akartak, örökbefogadás révén tartották fenn a családjaikat.
Dísztelen gyülekezeti házakban a szószékeket és a díszítéseket elkerülték, mint világi eredetű dolgokat. Az összejövetelekkor énekeltek, táncoltak, és néha rángatóztak. A legkorábbi istentiszteleteik kaotikusak voltak. Sok kívülálló helytelenítette vagy kigúnyolta az istentiszteleteiket anélkül, hogy megértették volna őket vagy a dalaik és megnyilvánulásaik tartalmát.
Az ún. spirituális megnyilvánulások időszaka a hívők között 1837-ben kezdődött és 1847-ig tartott. A hagyományuk szerint mennyei lények jöttek a Földre, a hívőknek látomásokat hoztak, akik gyakran nyelveken szóltak. A nők prédikáltak és kinyilatkoztatásokat kaptak, amikor a Lélek leszállt rájuk. Egy korai megtért így nyilatkozott: „Útmutatásaik bölcsessége, tanaik tisztasága, Krisztushoz hasonló magatartásuk és viselkedésük egyszerűsége valóban apostolinak tűnt.” 
A közösség egy kicsi, de jelentős utópisztikus válasz volt az evangéliumra. A közösségeikben való prédikáció nem ismerte a nemi, társadalmi osztály vagy iskolai végzettség alapú korlátokat.
A vallásuk egyenlően értékelte a nőket és a férfiakat. Az egyházuk hierarchikus volt, de minden szinten a nők és a férfiak osztoztak a vezetésben. Otthonaikat nemek szerint különítették el, csakúgy, mint a nők és a férfiak munkaterületeit. A nők bent dolgoztak fonással, szövéssel, varrással, főzéssel, takarítással, mosással foglalkozva, valamint az eladásra szánt árut készítették vagy csomagolták. Jó időben gyakran a szabadban voltak, kertészkedtek és vadon termő gyógynövényeket gyűjtöttek eladásra vagy otthoni fogyasztásra. A férfiak a földeken dolgoztak, mezőgazdasági munkát végezve, vagy a kézműves műhelyeikben.

## Történet
Az üldözés elől menekülve a sékerek alapítója, Ann Lee  (1736–1784) és nyolc követője 1774-ben kivándorolt az Egyesült Államokba és New York államban telepedett le. Itt az Újvilágban új követőket vonzottak; terjesztették az evangéliumot Új-Angliában, az amerikai Közép-Nyugaton és délen, hogy a maga teljességében megélhessék a hitüket. Erkölcsük különösen szigorú volt: kötelező nemi önmegtartóztatás (cölibátus), anyagi lemondás és a magántulajdon tilalma, tisztaság, tisztesség, takarékosság, pacifizmus, árvaházak alapítása stb.
A mozgalom az 1840-es években érte el csúcspontját, amikor körülbelül 6000 tagot jegyeztek be gyülekezeteikbe.
Az 1800-as évek végétől a számuk több okból is megcsappant. Az embereket a városok vonzották és sokan otthagyták a nehéz vidéki életet. A séker kézműves termékek nem tudták felvenni a versenyt a tömeggyártású termékekkel, amelyek sokkal alacsonyabb áron váltak elérhetővé. Továbbá a szigorú absztinencia miatt a sékereknek nem születtek gyermekeik. 1905-ben már csak ezer tagjuk volt.
A 21. század elején egy séker falu működött még, Sabbathday Lake, Maine államban. Ekkor már tíznél kevesebb tagjuk volt, majd a 2020-as évek elejére mindössze három fő maradt.